# Clubiona lena
Clubiona lena là một loài nhện trong họ Clubionidae.
Loài này thuộc chi Clubiona. Clubiona lena được Friedrich Wilhelm Bösenberg & Embrik Strand miêu tả năm 1906.